# Shamama Alasgarova
Shamama Mammadkarim gizi Alasgarova (en azerí: Şamama Məmmədkərim qızı Ələsgərova; Ereván, 8 de marzo de 1904 - Bakú, 2 de abril de 1977) fue una ginecóloga de Azerbaiyán, galardonada con el título "Héroe del Trabajo Socialista" en 1969.

## Biografía
Shamama Alasgarova nació el 8 de marzo de 1904 en la ciudad de Ereván. Su padre, Mammadkarim Karbalayi Gurbanali oglu, se casó con Zahra Suleymanbeyova, hija del bey de Ereván y la pareja tuvo cinco hijos de este matrimonio: Tarlan, Goycek, Aziz, Shamama, Ziyad. Shamama era la tercera hija de la familia.
Shamama Alasgarova recibió su primera educación en el gimnasio. En 1941 se graduó de la Universidad de Medicina de Azerbaiyán y fue al frente durante la Segunda Guerra Mundial. Comenzó su carrera como interna en 1941 en un hospital militar. Hasta 1945 también trabajó en el departamento de personal del Comisariado Popular de Salud de la República Socialista Soviética de Azerbaiyán. De 1945 a 1977 fue la médica jefe del hospital de maternidad n.º 5 de Bakú en nombre de Nadezhda Krúpskaya. En estos años el hospital de maternidad se convirtió en una de las instituciones terapéuticas y preventivas ejemplares de la república. Realizó investigaciones en los temas de salud maternoinfantil, así como el tratamiento y prevención de enfermedades ginecológicas. Luchó activamente contra la propagación de la malaria y las helmintiasis en Azerbaiyán. También fue miembro del Sóviet Supremo de la República Socialista Soviética de Azerbaiyán.
Shamama Alasgarova falleció el 2 de abril de 1977 en la ciudad de Bakú y fue enterrada en el Callejón de Honor.
En el año 1996 el hospital de maternidad n.º 5 de Bakú recibió el nombre de Shamama Alasgarova.

## Premios y títulos
- Orden de Lenin (1969)
- Héroe del Trabajo Socialista (1969)[4]
- Orden de la Insignia de Honor